# Курдченко, Виталий Дмитриевич
Виталий Дмитриевич Курдченко (род. 23 сентября 1940, Москва, РСФСР, СССР) — советский гребец, заслуженный мастер спорта СССР (1965). Серебряный призёр чемпионата мира 1966 в четвёрке с рулевым. Двукратный чемпион Европы в гребле на четвёрке с рулевым (1964, 1965). Серебряный призёр чемпионата Европы в восьмёрке (1969). Двукратный чемпион СССР в четвёрке с рулевым (1964, 1966).